# 레이저 절단
레이저 절단(Laser cutting)은 레이저를 사용하여 재료를 기화시켜 절단 모서리를 만드는 기술이다. 일반적으로 산업 제조 응용 분야에 사용되지만 현재는 학교, 중소기업, 건축 및 취미 활동가에서 사용된다. 레이저 절단은 가장 일반적으로 광학 장치를 통해 고출력 레이저의 출력을 지시하여 작동한다. 레이저 광학 장치와 CNC(컴퓨터 수치 제어)는 레이저 빔을 재료에 전달하는 데 사용된다. 재료 절단을 위한 상업용 레이저는 모션 제어 시스템을 사용하여 재료에 절단할 패턴의 CNC 또는 G-code를 따른다. 초점이 맞춰진 레이저 빔은 재료를 향하고 재료는 녹거나 타거나 증발하거나 가스 제트에 의해 날아가서 가장자리에 고품질 표면 마감이 남는다.

## 같이 보기
- 공예
- 3차원 인쇄
- 천공

## 참고 문헌
- Bromberg, Joan (1991). 《The Laser in America, 1950-1970》. MIT Press. 202쪽. ISBN 978-0-262-02318-4.
- Oberg, Erik; Jones, Franklin D.; Horton, Holbrook L.; Ryffel, Henry H. (2004). 《Machinery's Handbook》 27판. New York, NY: Industrial Press Inc. ISBN 978-0-8311-2700-8.
- Todd, Robert H.; Allen, Dell K.; Alting, Leo (1994). 《Manufacturing Processes Reference Guide》. Industrial Press Inc. ISBN 0-8311-3049-0.